# Alain Cribier
Alain Cribier (ur. 25 stycznia 1945 w Paryżu, zm. 16 lutego 2024 w Rouen) – francuski kardiolog, profesor i dyrektor kardiologii w Charles Nicolle Hospital Uniwersytetu w Rouen. Opracował technikę przezskórnej wymiany zastawki aortalnej (TAVI lub TAVR) u pacjentów, których nie można było operować zwykłą techniką chirurgiczną. W 2002 r. techniką tą wszczepił w szpitalu w Rouen pierwszą na świecie sztuczną zastawkę aortalną u pacjenta. Metoda z pewnymi ograniczeniami wiekowymi została przyjęta na całym świecie.

## Kariera
Jako nastolatek, po przeczytaniu książek Cronina, Alberta Schweitzera, a szczególnie po osobistym kontakcie z tym ostatnim, postanowił zostać lekarzem.
Studia medyczne odbył na uniwersytecie w Paryżu. Podczas studiów pracował na sali operacyjnej kardiochirurgii jako instrumentariusz i wahał się w wyborze między kardiologią i kardiochirurgią. Ostatecznie wybrał kardiologię. W latach 1976–1977 Cribier spędził rok w szpitalu Cedars Sinai w Los Angeles, USA, gdzie spotkał doktorów J. Swana i W. Ganza. Przypisał Swanowi i Ganzowi „otwarcie mojego umysłu na koncepcję badań”.
Po powrocie z praktyki w Los Angeles w 1983 Cribier uzyskał tytuł profesora medycyny i został dyrektorem Pracowni hemodynamiki w uniwersyteckim szpitalu Charles Nicolle Hospital w Rouen. Opracował i przeprowadził pierwszą na świecie walwuloplastykę balonową aortalną w 1986.
W 1995 wykonał pierwszą na świecie komisurotomię mitralną z użyciem balonu. Po odkryciu, że walwuloplastyka balonowa aortalna w przypadku ciężkiego zwężenia zastawki aorty nie była skuteczna u 80% pacjentów po roku, 16 kwietnia 2002 przeprowadził pierwszą w historii TAVI. Ta małoinwazyjna procedura rozprzestrzeniła się na całym świecie i uratowała życie wielu pacjentom.
W 2011 Cribier został profesorem emerytowanym na Wydziale Kardiologii Szpitala Uniwersyteckiego Charlesa Nicolle w Rouen (Francja).
W 2012 za swoje zasługi otrzymał Legię Honorową z rąk światowej sławy francuskiego kardiochirurga Alaina Carpentiera.
Od 2013 Cribier prowadzi MTC (Medical Training Center) w Rouen (Francja), multidyscyplinarne centrum zajmujące się nauką medycyny poprzez symulacje, wideokonferencje i szkolenia pomiędzy chirurgami, lekarzami i ekspertami.